# Kanton Wassy
Wassy is een kanton van het Franse departement Haute-Marne. Het kanton maakt deel uit van het arrondissement Saint-Dizier.

## Geschiedenis
Op 22 maart 2015 werd het aangrenzende kanton Montier-en-Der opgeheven en werden de gemeenten opgenomen in het kanton Wassy. De gemeenten Allichamps en Louvemont werden echter van het kanton Wassy overgeheveld naar het op die dag gevormde kanton Saint-Dizier-1.
Op 1 januari 2016 fuseerden Montier-en-Der en Robert-Magny tot de commune nouvelle La Porte du Der en de gemeenten Droyes, Longeville-sur-la-Laines, Louze en Puellemontier tot de commune nouvelle Rives Dervoises. Hierdoor nam het aantal gemeenten in het kanton af van 24 tot 20.

## Gemeenten
Het kanton Wassy omvat de volgende gemeenten:
- Attancourt
- Bailly-aux-Forges
- Brousseval
- Ceffonds
- Domblain
- Dommartin-le-Franc
- Doulevant-le-Petit
- Fays
- Frampas
- Laneuville-à-Rémy
- Magneux
- Montreuil-sur-Blaise
- Morancourt
- Planrupt
- La Porte du Der
- Rachecourt-Suzémont
- Rives Dervoises
- Sommancourt
- Sommevoire
- Thilleux
- Troisfontaines-la-Ville
- Valleret
- Vaux-sur-Blaise
- Ville-en-Blaisois
- Voillecomte
- Wassy (hoofdplaats)